# McKayla Maroney
McKayla Rose Maroney (Aliso Viejo, Califòrnia; 9 de desembre de 1995) és una gimnasta artística nord-americana, guanyadora de la medalla d'or en la Competició per Equips i la medalla de plata en la final de Salt de Poltre.
Maroney va ser al Mundial de Tòquio al costat dels seus compatriotes Sabrina Vega, Jordyn Wieber, Alexandra Raisman, Gabrielle Douglas i Anna Li per guanyar la medalla d'or per equips, per davant de l'equip rus, l'últim campió. En les proves individuals, va anar en salt de poltre, que també va acabar com a guanyadora. Fins i tot va obtenir medalla d'or per equips i medalla de plata en salt de poltre en els Jocs Olímpics de Londres 2012. Maroney és també coneguda per la seva ganyota de "No impressionada", la qual es va convertir en un meme d'internet durant els jocs olímpics de Londres 2012.

## Biografia
McKayla Maroney va néixer a Aliso Viejo, Califòrnia el 9 de desembre de 1995. És filla de Mike i Erin Maroney, i té dos germans.

## Carrera junior
L'agost de 2009, Maroney va participar en el Visa Championships a Dallas, Texas. Es va classificar en el lloc número 27 en el circuit complet individual, i tercera en la final de salt.
Al juliol de 2010 va competir en el CoverGirl Classic de Chicago. Es va classificar setena en la competició de all-arround amb una puntuació de 55.650.
A l'agost va participar en el Visa Championships que es va celebrar en Hartford, Connecticut. Allí es va classificar tercera en el circuit complet individual. En les finals per aparells, va quedar primera en salt, setena en biga d'equilibri i quarta en l'exercici de sòl. Al setembre d'aquest mateix any, Maroney va formar part de l'equip nord-americà que va participar en el Pan American Championships celebrat en Guadalajara, Mèxic. va contribuir en la medalla d'or guanyada per l'equip participant en les proves de biga d'equilibri, salt i sòl. En les finals individuals, va guanyar la medalla d'or en salt i sòl amb unes puntuacions de 15.387 i 14.225 respectivament.

## Carrera professional

### 2011
Al maig, Maroney va competir en el trofeu City of Jesolo a Itàlia. Allí va guanyar la medalla d'or per equips i la medalla d'or en el circuit individual quedant per davant de la seva companya Jordyn Wieber.
Al juliol d'aquest mateix any, va participar en el CoverGirl Classic de Chicago. Es va classificar primera en la final de salt, desena en barres asimètriques, setena en biga d'equilibri i cinquena en l'exercici de sòl.
A l'agost va participar en el Visa Championships on es va classificar segona en el circuit individual, primera en salt, setena en biga d'equilibri i cinquena en l'exercici de sòl.
A l'octubre va ser una de les gimnastas que va representar a l'equip nacional nord-americà en el Mundial de Gimnàstica Artística de Tòquio. Va contribuir en la medalla d'or aconseguida per l'equip participant en les proves de salt i sòl. A més, va guanyar la competició de salt amb una puntuació de 15.300.

### 2012
A l'inici de l'any, Maroney va participar en diverses competicions com el trofeu City of Jesolo, el O.S. Classic o el Visa Championships, on va aconseguir molt bons resultats.
Al juliol va participar en els Olympic Trials (proves de selecció per a l'equip olímpic) celebrats en Sant Jose, Califòrnia. Encara que en el primer dia de proves va tenir diferents caigudes, Maroney es va classificar primera en la final de salt amb una puntuació de 31.700, i cinquena en la final de sòl amb una puntuació de 29.700 després dels dos dies de proves. Maroney va ser una de les atletes escollides per representar a l'equip femení de gimnàstica artística en els Jocs Olímpics de Londres 2012.

#### Jocs Olímpics Londres 2012
McKayla Maroney va participar en els Jocs Olímpics de Londres 2012 formant part de l'equip de gimnàstica artística dels Estats Units. Durant els entrenaments es va lesionar el dit gros del peu; així i tot va poder participar en l'exercici de salt, encara que no en el de sòl. En les proves de classificació, Maroney va aconseguir classificar-se per a la final de salt així com en la final per equips.
Va aconseguir la medalla d'or per equips al costat de les seves companyes Aly Raisman, Jordyn Wieber, Gabrielle Douglas i Kyla Ross. L'equip va ser sobrenomenat com les ?Fierce Five?. Maroney va contribuir en aquesta victòria participant en la prova de salt on va aconseguir una puntuació de 16.233, aquesta va ser la puntuació més alta aconseguida fins avui en uns Jocs Olímpics.A més, també va aconseguir la medalla de plata en la final de salt amb una puntuació de 15.083. Maroney va fer un Amanar en el primer salt, però va tenir una caiguda en el segon. Així i tot, va aconseguir classificar-se segona per darrere de la romanesa Sandra Izbasa.
McKayla no està impressionada
miniaturadeimagen|Maroney amb el President Obama
Després de guanyar medalla de plata en gimnàstica (Salt amb Poltre), Maroney va ser fotografiada en el podi mentre feia una breu ganyota de desencantament amb els llavis torts a un costat. La imatge es va tornar un fenomen d'internet i que va ser escampat per un blog de tumblr anomenat "McKayla is not impressed". La imatge es va tornar viral després de ser editada digitalment en diversos llocs i situacions "impressionants", per exemple: Sobre la gran muralla Xina o parada al costat de Usain Bolt.
Maroney ha fet bromes sobre aquest meme en diverses ocasions incloent diverses aparicions en programes de televisió nord-americanes i fins i tot en la visita que van fer ella i la resta de l'equip de gimnàstica dels EUA al president Barack Obama a la casa blanca al novembre de 2012. Ella i Obama van posar per a una foto junts, tots dos fent la ganyota dels llavis torts. La foto del podium es va convertir en la número 1 de la llista de les fotos més virals de 2012 en la llista de Yahoo.

#### Després dels Jocs
Després dels Jocs Olímpics, Maroney va participar en el Kellogg's Tour al costat de l'equip nord-americà de gimnàstica. Durant una de les actuacions es va fracturar la tíbia de la cama esquerra.

### 2013
Maroney va signar un contracte de patrocini amb la marca esportiva Adidas.
Al juliol de 2013 McKayla va fer la seva reaparició després dels Jocs Olímpics en participar en el Secret U.S. Classic on es va classificar primera en la prova de salt i tercera en la de sòl.
Al setembre va ser una de les gimnastas que va formar part de l'equip nord-americà per participar en el Mundial de Gimnàstica Artística d'Anvers. Maroney va participar en les proves de sòl, salt i en el circuit individual. Encara que es va classificar per a la final dels exercicis en els quals participava, no va poder competir en la final de all-around a causa que solament dues gimnastas de cada país poden participar en una final (les seves companyes Simone Biles i Kyla Ross van obtenir millors puntuacions). Maroney va guanyar la medalla d'or en salt amb una puntuació de 15.724.

## Retirada
Al febrer de 2016, Maroney va anunciar la seva retirada de la gimnàstica després de dos anys de contínues lesions en una entrevista.Maroney va ser la tercera integrant de les ≪Fierce Five≫ a retirar-se després que ho haguessin fet Jordyn Wieber en 2015 i Kyla Ross, que ho va anunciar uns dies abans en el seu compte oficial de Twitter.